# اگرک
اگرک (به بلغاری: Egrek) یک منطقهٔ مسکونی در بلغارستان است که در شهرستان کروموفگراد واقع شده‌است.